# Kong Rithdee
Kong Rithdee est un journaliste, rédacteur en chef des pages culturelles du quotidien thaïlandais anglophone Bangkok Post de 1996 à 2018, critique de cinéma et directeur adjoint des Archives du film thaïlandais. Le 29 juillet 2014, l'ambassadeur de France en Thaïlande lui a remis les insignes de Chevalier de l'ordre des Arts et des Lettres. Et il est aussi le traducteur en anglais des deux premiers romans de la lauréate du prix des écrivains de l'Asie du Sud-Est (S.E.A. Write Award) en 2015 et 2018, madame Veeraporn Nitiprapha. Il  est le scénariste du film thaïlandais The Cursed Land, film de 2024 avec Ananda Everingham.